# Apoštolát
Apoštolát  (latinsky Apostolatus) znamená úřad apoštola, jeho práci a činnost. Slovo apoštol pochází z řeckého slova άπόστολος (odvozeno ze slovesa άπόστέλλω – odeslat, poslat), a znamená: vyslanec, posel nebo velvyslanec. 

## Charakteristika
Stručně řečeno, apoštolát má neobyčejně náboženský význam v kontextu křesťanství. 

### Přenesený význam
Ve volném smyslu lze aplikovat na určitá povolání nebo činnosti, které při dobrém výkonu a za určitých okolností znamenají vysokou úroveň osobní zangažovanosti a obětavosti (např. v situacích nouze, když je výuka apoštolátem či se praktikuje medicína jako apoštolát apod.).

## Apoštolát v Katechismu katolické církve
Apoštolát není vyhrazen specializované skupině kněží, ale je úkolem celé církve. Katechismus katolické církve vydaný v roce 1992 o apoštolátu mluví v článcích 863-865.